# یاووژه (استان پودکارپاتسکیه)
یاووژه (به لاتین: Jaworze) یک روستا در لهستان است که در گمینا نوو ژمیگرود واقع شده‌است.